# الهرد (منجوان غربی)
الهرد (Alherd) یکی از روستاهای استان آذربایجان شرقی است که در شهرستان خداآفرین‌  واقع شده‌است. این روستا ۷۰ نفر جمعیت دارد.

## پیشینه
تا اواخر قرن بیستم روستا عملاً در شرف ویرانی بود. از سال ۲۰۰۵ تعدادی از افراد مسن، که به تبریز مهاجرت کرده بودند، برگشته و خانه‌های مدرن ساختند، واقعیتی که در یک نگاه به عکسهای ضمیمه آشکار می‌شود. به این ترتیب شمار خانوارهای روستا به سرعت زیاد شد. بر اساس سرشماری ۱۳۸۵، جمعیت روستا ۸۱ نفر در ۱۸ خانواده بود. طی یک آمارگیری در سال ۱۳۹۰ جمعیت را ۷۰ نفر در ۱۸ خانوار اعلام کرده‌است. این آمارها، البته، شامل افراد بازنشسته‌ای نمی‌شوند که ماه‌های گرم سال را در روستا سپری می‌کنند. هر چند، مقایسه دور آمار آشکارا بر پیرشدگی جمعیت روستا دلالت می‌کند. همانند دیگر مناطق مسکونی ناحیه ارسباران، به علت نبود فرصت‌های شغلی، جوانها به تهران مهاجرت می‌کنند.

## اطلاعات بیشتر
- در اوایل دهه سی، بر اساس جلد چهارم فرهنگ جغرافیایی ایران،[۳] الهرد ۱۸۲ تن سکنه داشت.[۴]
- پیش از انقلاب سفید الهرد ملک خانی از خانواده حاکم ایل محمد خانلو بود، هر چند خود ساکنان از اعضای ایل مذکور نیستند.[۵]

## نگارخانه

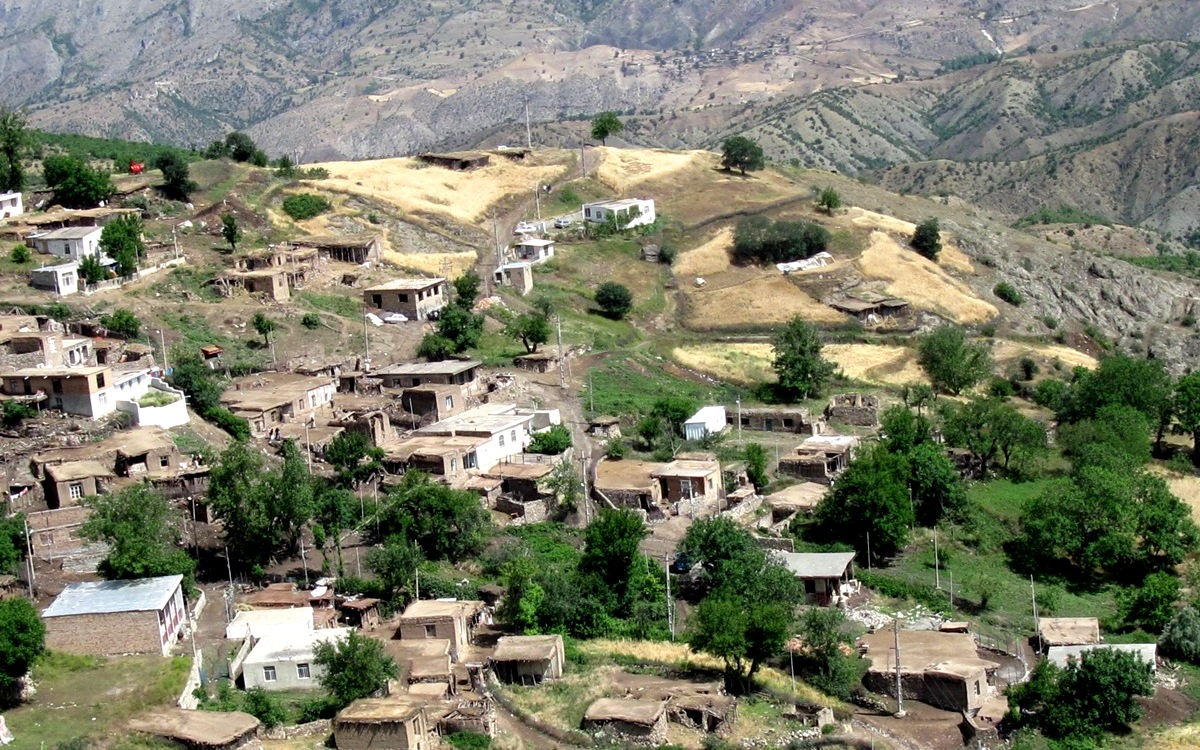
نمایی از روستای الهرد در خرداد ۲۰۰۹.

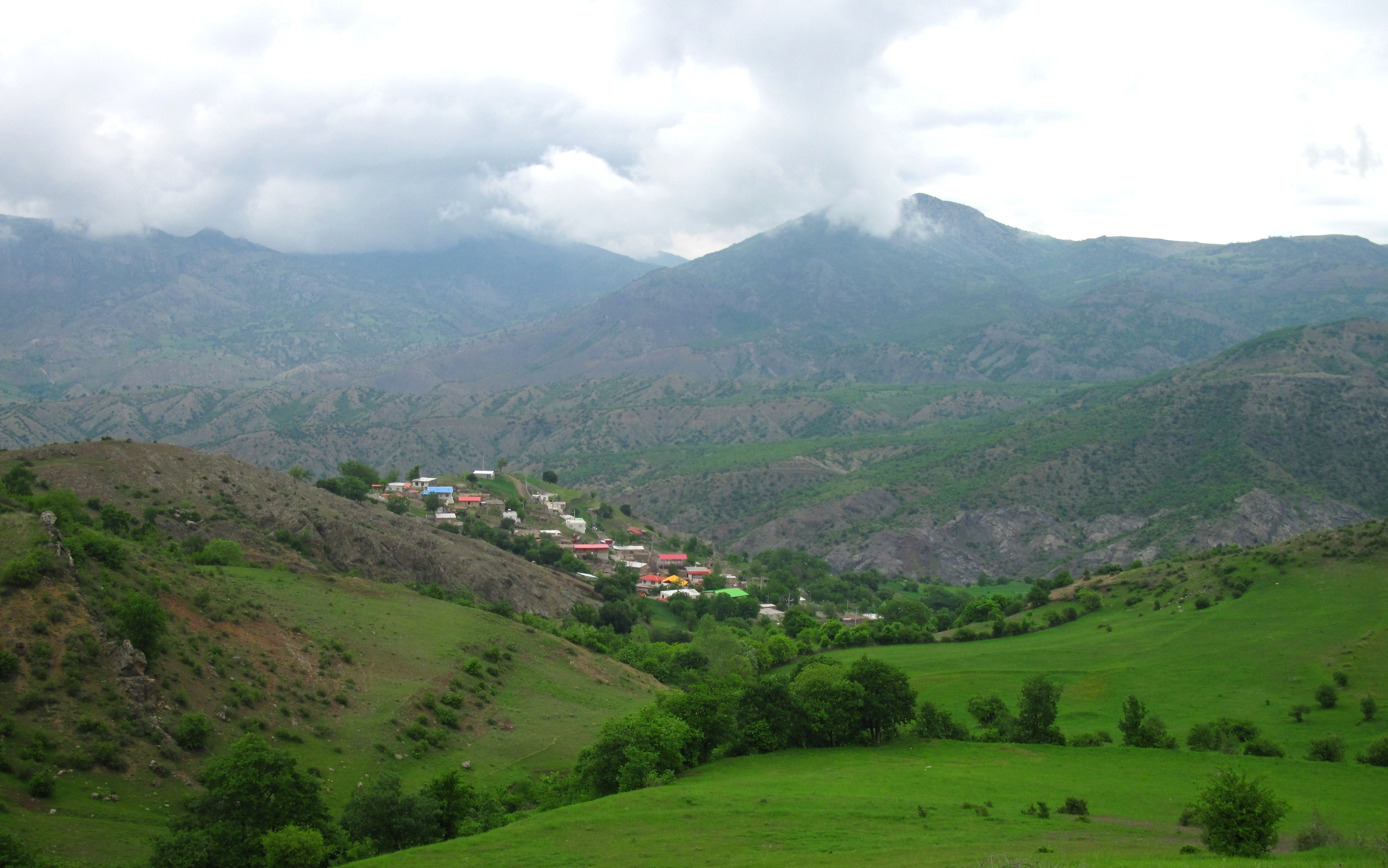
نمایی از روستای الهرد در اردیبهشت ۲۰۱۳.

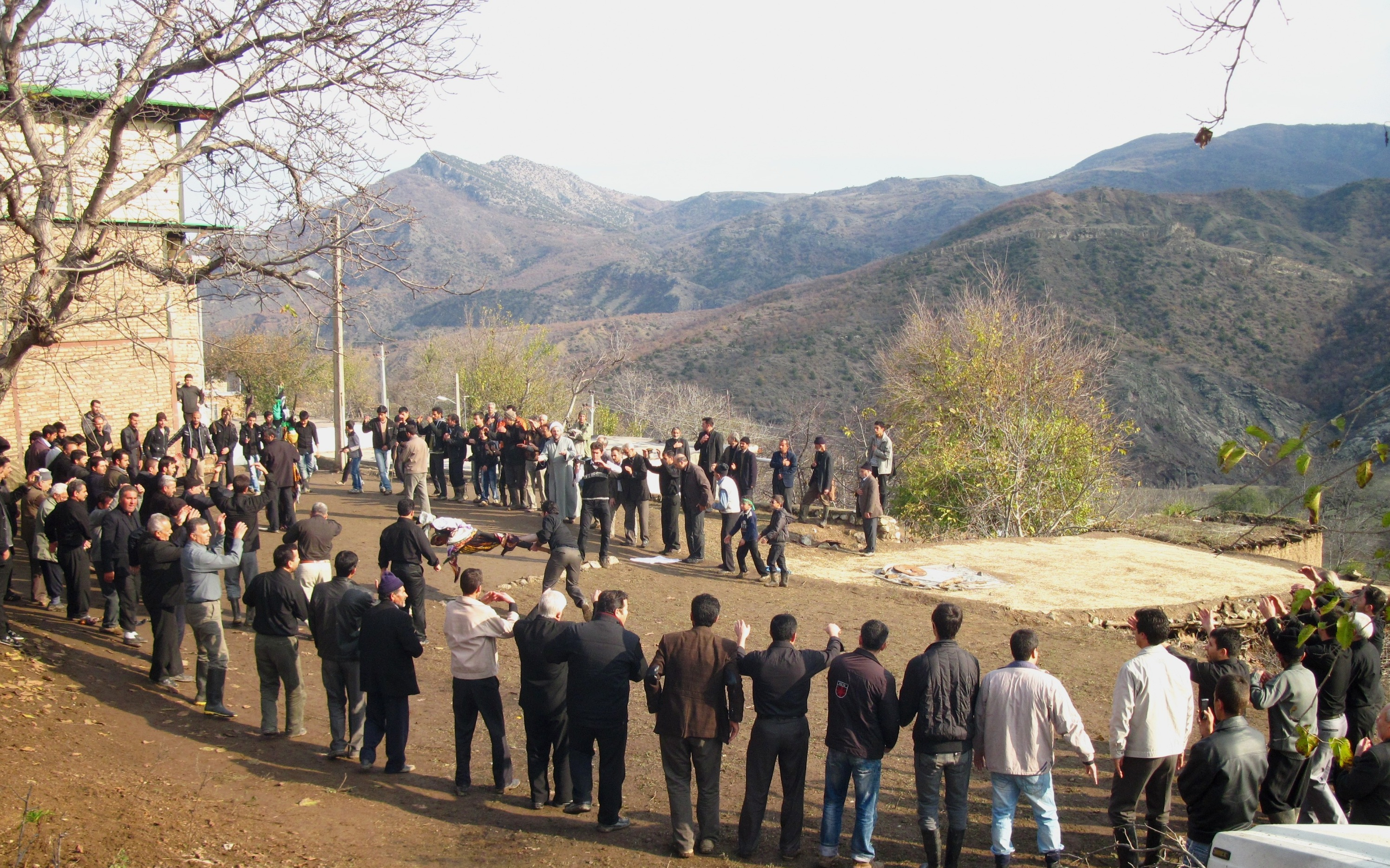
دو علم (توغ) در میان عزادارن آورده شده‌اند.

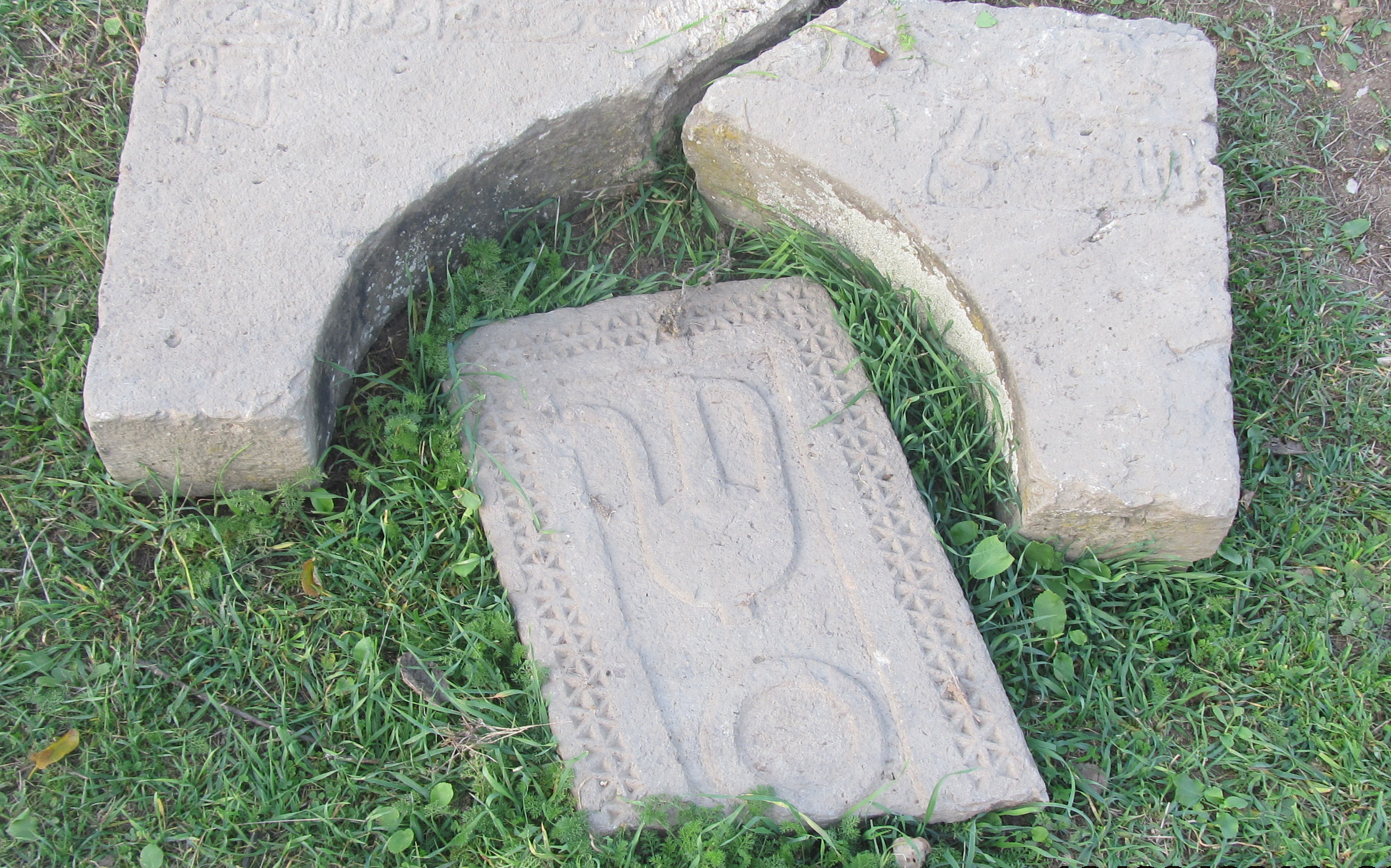
یکی از سنگ‌نوشته‌های قبرستان الهرد.